# Oresten
Der Oresten (auch Asesten, Dansesten oder Tybjergsten) ist ein Findling (dänisch Vandreblokk) aus Granit, der in der Mitte des Tybjerg skov (Wald), etwa drei Kilometer westlich der Tybjerg Kirche, südlich von Ringsted auf der dänischen Insel Seeland liegt. Der Stein ist etwa 4,75 m lang, 3,75 m breit, und auf der einen Seite 2,75 m, auf der anderen 1,75 m hoch.
Die Bezeichnung Oresten verweist auf ein unkultiviertes Gebiet oder eine Schneise im Wald. Die Initialen und Daten auf der Vorderseite des Steins stammen zum Teil von den Eigentümern des nahe gelegenen Herrenhauses Tybjerggaard.

## Legende
Die in ähnlicher Form mehrfach bekannte Überlieferung besagt, dass zu der Zeit als die weiße Kirche von Tybjerg auf dem Tybjerg bakke gebaut wurde, eine Zauberin auf der Insel Tåsinge lebte und nach Seeland blickte. Je mehr der Turm sich über den Horizont erhob, desto bösartiger wurde sie. Schließlich band sie den riesigen Stein um ihren Sockenhalter und warf ihn vom Turm der Bregninge Kirche zur Tybjerg Kirche. Der Sockenhalter riss aber und der Stein schlug stattdessen im Wald westlich der Kirche ein.